# Dekanija Ljubljana Center
Dekanija Ljubljana Center je rimskokatoliška dekanija Nadškofije Ljubljana.

## Župnije
1. Bolniška župnija
2. Stolna župnija Ljubljana – Sv. Nikolaj
3. Župnija Ljubljana Bežigrad
4. Župnija Ljubljana – Marijino oznanjenje
5. Župnija Ljubljana – Sv. Jakob
6. Župnija Ljubljana – Sv. Peter
7. Župnija Ljubljana – Sv. Trojica
8. Župnija Ljubljana Trnovo